# Shamkhalato di Tarki
Lo Shamkhalato di Tarki (detto anche principato di Tarki) fu uno stato principesco del Caucaso, avente per capitale la città di Tarki.

## Storia

### Un'origine controversa
Le origini dello shamkhalato di Tarki si perdono nel tempo per la mancanza di una storiografia documentata certa, ma esistono differenti versioni sull'origine dello stato.
Secondo fonti arabe, lo stato sarebbe sorto nell'anno 734, quando il conquistatore arabo Abu-Muslim nominò uno dei suoi generali di nome Shakhbal a governatore della "regione di Kumuh". Secondo l'orientalista russo Wilhelm Barthold la parola "Shamkhal" in realtà deriverebbe dalla forma originale "Shawkhal", che si trova sia in fonti russe che persiane antiche e l'idea di un mitico fondatore di origini arabe sarebbe stata inventata per avvalorare la tesi di una discendenza dei suoi regnanti dal profeta Maometto. Nel XX secolo, lo storico turco Fahreddin Kirzioglu, ha esposto per la prima volta la tesi che fossero i mongoli dell'Orda d'Oro a fondare il principato nell'area.

### XVI-XVII secolo

#### Le relazioni con la Russia
Nel 1556 il principato stabilì le sue prime relazioni diplomatiche con Mosca. Alla corte di Ivan il Terribile giunse una ricca ambasciata inviata dallo shamkhal con molti doni, uno dei quali si disse essere particolarmente straordinario: un elefante, il primo mai giunto a Mosca. L'ambasciata dello shamkhal in Russia però non ebbe successo, in quanto anche il principe Temruk Idar aveva chiesto ed ottenuto dallo zar il suo aiuto contro il khan di Crimea, lo shamkhalato ed i turchi.
Nel 1566 il principe Matlov chiese allo zar di Mosca di costruire una fortezza a difesa del suo territorio alla confluenza tra il fiume Sunzha ed il fiume Terek. Per la costruzione di questa fortezza, che Mosca appoggiò in pieno, "si portarono sul posto i principi Andrei Babichev e Piotr Protasiev con molte persone, cannoni e moschetti". La costruzione russa incontrò la resistenza di alcuni rivoltosi locali.
Nel 1569 il principe Chopan, figlio di Budai-shamkhal che si era opposto ai russi, venne prescelto quale nuovo shamkhal di Tarki. Dal 1570 questi iniziò una politica di avvicinamento ai turchi e ai crimeani nel tentativo di condurre una spedizione militare per conquistare Astrachan'. La città non venne conquistata e l'esercito venne costretto a ritirarsi verso Azov, ma invase subito dopo Kabarda. Malgrado la demolizione della fortezza di Sunža i russi continuarono la loro avanzata nel Caucaso sul finire degli anni '80 del Cinquecento.
Nel 1588, le autorità russe eressero la fortezza di Terki che divenne la principale piazzaforte russa nel Daghestan settentrionale per i secoli successivi.

#### L'alleanza con la Persia
Dalla seconda metà del Cinquecento, lo shamkhal ebbe un ruolo sempre più rilevante alla corte di Persia dove godeva di una certa stima presso lo scià, in particolare dopo che la sorella di Chopan aveva sposato lo scià Tahmasp I (1514–1576). Il principe aveva ottenuto il diritto di "sedere alla destra dello scià in ogni occasione importante".

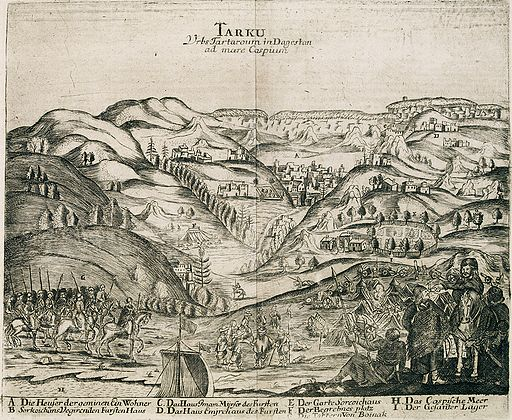
La città di Tarki in un'incisione del XVII secolo contenuta nel libro di viaggi di Adam Olearius.

#### L'alleanza con l'Impero ottomano
Nel 1577, il principe Chopan si unì a suo fratello Tuchelav-Bek e a Gazi-Salih di Tabasaran in alleanza con l'Impero ottomano in una campagna militare contro i Kizilbash che vennero sconfitti. Dopo la vittoria sui Kizilbash a Shirvan, Chopan si portò in Turchia dove venne ricevuto coi massimi onori e portò egli stesso numerosi doni al sultano. Per i suoi servigi durante la guerra ottenne il sangiaccato di Shaburan, mentre suo fratello Tuchelav i sangiaccati di Akhty ed Ikhyr. Ibrahim Peçevi riportò come il governatore di Shirvan, Osman Pasha (cumucco per discendenza) sposò una delle figlie di Tuchelav.
Queste relazioni portarono quindi all'inclusione dello shamkhalato nell'Impero ottomano, col riconoscimento del sultano come califfo dell'Islam.

#### Il periodo delle faide interne
Sul finire del XVI secolo, nello shamkhalato scoppiarono una serie di rivolte interne per la successione al trono (che era elettivo).
Re Alessandro di Cachezia disse a tal proposito all'epoca che "lo shamkhal si trova in condizioni così pessime perché i candidati si scontrano tra loro senza risultati se non la guerra e la distruzione". Nel 1588 gli ambasciatori georgiani Kaplan e Hursh riportarono in patria notizie che lo shamkhalato era in tumulto, e chiesero allo zar di Russia di inviare delle truppe per intervenire e fermare le continue incursioni che violavano il confine con la Georgia, formalmente sottomessa all'impero russo. I russi decisero di intervenire catturando il principato di Tumen nel nord del Daghestan.
Sul finire del XVI secolo, per far fronte a queste continue lotte, il territorio dello shamkhalato venne disintegrato in tanti piccoli stati feudali.

### Il XVIII secolo, le campagne militari di Pietro il Grande ed il vassallaggio verso la Russia

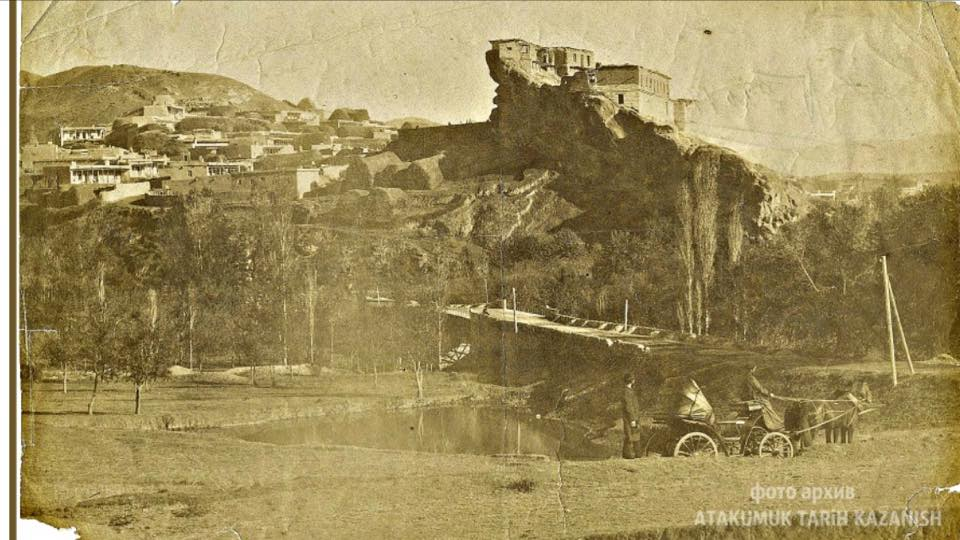
Il palazzo degli shamkhal a Kafyr-Kumukh, distrutto dai bolscevichi durante la guerra civile

Nel corso della campagna persiana di Pietro I, lo shamkhalato iniziò ad avvicinarsi nuovamente alla Russia, ma nel 1725 il principe Adil-Girey II, incitato dall'Impero ottomano, decise di attaccare la fortezza della Santa Croce che si trovava in mano russa e venne duramente sconfitto, catturato ed inviato in esilio in Siberia. Malgrado la fiera resistenza dei locali, lo shamkhalato venne sconfitto e abolito almeno sulla carta, ma poi restaurato col trattato di Ganja tra Russia e Persia nel 1734, ovviamente formalmente sottomesso all'influenza russa.
A partire dal 1813, lo zar Alessandro I di Russia sottoscrisse un accordo di formale dipendenza dello shamkhalato all'Impero russo e la situazione rimase tale sino al 1867 quando lo stato venne abolito e definitivamente assorbito ai confini della Russia.

## Governanti
- Shauhal Khan (1240-1258)
- Shevkal (morto nel 1327)

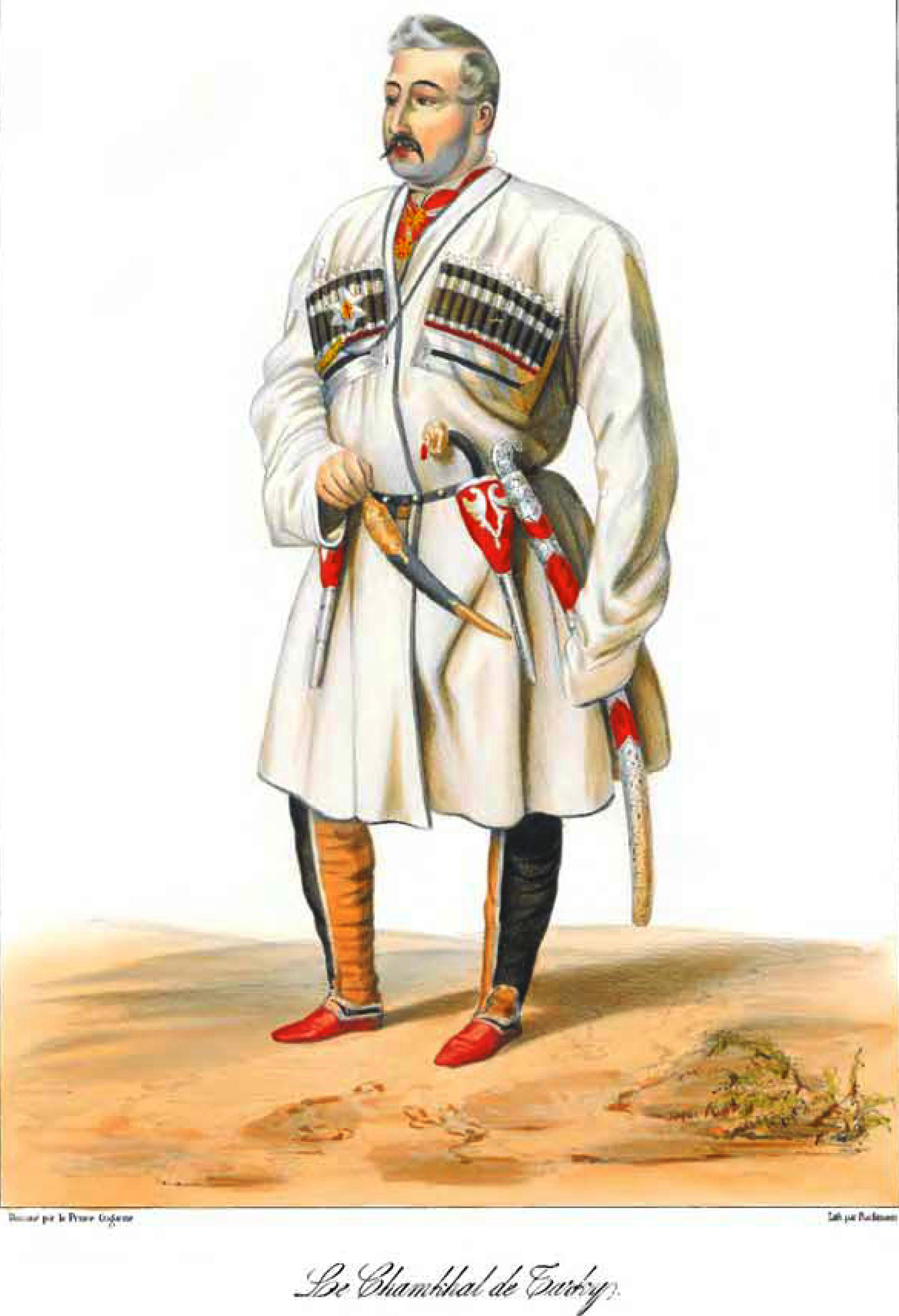
Lo shamkhalat Abu Muslim Khan Tarkovskij di Tarki nel costume tradizionale (c. 1845) in un disegno di Grigorij Grigor'evič Gagarin.

- Amir Shamkhal (c. 1396) (cadde in battaglia con Tamerlano)
- Alibek-shamkhal (c. 1400), figlio di Muhammad-ullu
- Surkhay-shamkhal I (prima metà del XV secolo), figlio di Alibek-shamkhal
- Gengis-Shauhal (viv. 1443)
- Gerey-shamkhal (c. 1448-1462), figlio di Surkhay-shamkhal I
- Umalat I (1462-1475), figlio di Surkhay Shamkhal I
- Gazi-Sultan-shamkhal (c. 1500), figlio di Umalat-shamkhal I, menzionato anche come Shauhal "padishah" nel 1485 e Shauhal "wali del Daghestan" nel 1494/1495.
- Budai-shamkhal I (inizio del XVI secolo), figlio di Umalat-shamkhal I
- Usmi-shamkhal (primo quarto del XVI secolo) figlio di Usmi, figlio di Budai-shamkhal I
- Ullu-Ahai I (prima metà del XVI secolo)
- Ullu-Ahai II (metà del XVI secolo)
- Umalat II (secondo quarto del XVI secolo), figlio di Usmiya, figlio di Buday Shamkhal I
- Budai II (fino al 1567), figlio di Umalat Shamkhal II (cadde in battaglia)
- Surkhay-shamkhal (fino al 1567), figlio di Umalat-shamkhal II (cadde in battaglia)
- Ildar-shamkhal I (c. 1567-1586), figlio di Surkhay-shamkhal
- Sultan-Muhammad-ullu (fine del XVI secolo)
- Chupan-shamkhal (c. 1567-1605), figlio di Budai II
- Surkhay II (1605-1609), figlio di Chupan-shamkhal
- Adil-Gerey I (1609-1614), figlio di Surkhay-Shamkhal III
- Andiy (1614-1623), figlio di Chupan-shamkhal
- Ildar II (1623-1635), figlio di Surkhay Shamkhal III
- Aydemir (1635-1641), figlio di Sultan-Mahmut Crimean-Shamkhal, figlio di Chupan-Shamkhal
- Surkhay IV (1641-1667), figlio di Giray I, figlio di Surkhay-shamkhal III
- Buday III (1668-1692), figlio di Biy-Muhammad (Bammat), figlio di Andy-shamkhal
- Murtuzali Shamkhal I (1692-1704), figlio di Budai Shamkhal III
- Khan-shamkhal (1704) figlio di Biy-Muhammad (Bammat) (ucciso dal nipote)
- Umalat III (1704-1719), figlio di Khan
- Adil Giray Shamkhal (1720-1725), figlio di Budai Shamkhal III (usurpatore)

1726-1734: abolizione dello shamkhalato
- Khasbulat-shamkhal (1734-1758), figlio di Adil-Gerey II (con interruzioni)
- Ildar-shamkhal III (1735-1747) figlio di Murtaz-Ali I, figlio di Budai-shamkhal III (a intermittenza)
- Ahmed Khan Mehtulinsky (1735-1747)
- Bammat I Sdentato ("Tishsiz"; 1747-58), figlio di Giray, figlio di Ildar-shamkhal (a intermittenza)
- Dried Mehdi I ("Shirdanchi"; 1758-1763), figlio di Murtaz-Ali I, figlio di Budai-Shamkhal III (a intermittenza)
- Bammat I Sdentato ("Tishsiz"; 1763-65), figlio di Giray, figlio di Ildar-shamkhal (a intermittenza) (cadde in battaglia)
- Murtaza-Ali-Shamkhal II (1765-1785), figlio di Mehdi I (a intermittenza) (usurpatore)
- Bammat II (1786-1797), figlio di Mehdi I (usurpatore)
- Mehdi II (1797-1830), figlio di Bammat II (usurpatore), generale russo
- Suleiman Pasha (1830-1836), figlio di Mehdi II, generale russo
- Irazi-shamkhal (1831) (proclamato dall'Imam Gazi-Muhammad) (cadde in battaglia)
- Umalat IV (1831-1832) (proclamato Imam Gazi-Muhammad) (cadde in battaglia)
- Abu Muslim Khan (1836-1860), figlio di Mehdi II, generale del servizio russo
  - Muhammad Shamkhal III "il sordo" (1843) (proclamato dall'Imam Shamil)
- Shamutdin Khan (1860-1867), figlio di Abu Muslim Shamkhal (abdicò nel 1867)
- Nukh-bek Tarkovsky, dittatore del Daghestan (1918), nipote di Abu Muslim Shamkhal